# Hoa thơm kiêu hãnh
Hoa thơm kiêu hãnh (Nhật: 薫る花は凛と咲く Hepburn: Kaoru Hana wa Rin to Saku, n.đ. 'Đoá hoa ngát hương rực nở kiêu hãnh') là một bộ manga do Mikami Saka sáng tác và minh họa. Tác phẩm được đăng tải dài kỳ trên trên trang web và ứng dụng manga Magazine Pocket của Kōdansha từ tháng 10 năm 2021. Tại Việt Nam, Nhà xuất bản Trẻ nắm giữ bản quyền bộ truyện và phát hành từ tháng 7 năm 2025. Câu chuyện kể về cuộc gặp gỡ giữa Tsumugi Rintarō, một nam sinh trầm lặng đến từ trường Chidori, và Waguri Kaoruko, nữ sinh của ngôi trường cấp 3 danh tiếng Kikyo. Từ lần đầu tiếp xúc, mối quan hệ giữa hai người dần phát triển khi họ ngày càng thấu hiểu nhau. Phiên bản chuyển thể anime do xưởng CloverWorks phụ trách lên sóng từ ngày 5 tháng 7 năm 2025.

## Nội dung
Trường Trung học Phổ thông Chidori và Trường Trung học Phổ thông Nữ sinh Kikyō nằm liền kề nhau với danh tiếng đối lập. Trường Chidori tiếp nhận nhiều học sinh nghịch ngợm đến từ các gia đình lao động, trong khi Kikyō chỉ nhận nữ sinh có học lực tốt và xuất thân từ tầng lớp trên. Hai trường duy trì mối quan hệ cạnh tranh kéo dài. Học sinh Kikyō thường coi thường Chidori, khiến học sinh Chidori hạn chế tiếp xúc hoặc tham gia các hoạt động liên quan đến Kikyō. Tsumugi Rintarō, học sinh trường Chidori, gặp Waguri Kaoruko khi cô đến mua sắm tại tiệm bánh của gia đình cậu. Sau khi can thiệp và giúp cô thoát khỏi một vụ quấy rối, Rintarō nhận được lời cảm ơn chân thành từ Kaoruko. Cậu bắt đầu suy nghĩ về cô và mong có cơ hội gặp lại. Không lâu sau, cậu phát hiện Kaoruko theo học tại trường Kikyō. Từ đó, cả hai dần tìm hiểu về nhau và xây dựng một mối quan hệ thân thiết, bất chấp khoảng cách giữa hai ngôi trường.

## Nhân vật
Tsumugi Rintarō (紬 凛太郎 (Trừu Lẫm Thái Lang))
Lồng tiếng bởi: Yuma Uchida (PV), Yoshinori Nakayama (Anime)
Học sinh năm thứ hai của trường cấp 3 Chidori. Do vóc dáng cao lớn với vẻ ngoài hung dữ nên cậu dễ vướng vào các rắc rối và thường bị nhầm là du côn. Tuy nhiên cậu là một chàng trai có tấm lòng nhân hậu và rất tốt bụng. Gia đình của Rintaro sở hữu một cửa hàng bánh ngọt và anh thường phụ giúp gia đình trong những dịp hiếm hoi.
Waguri Kaoruko (和栗 薫子 (Hòa Lật Huân Tử))
Lồng tiếng bởi: Azumi Waki (PV), Honoka Inoue (Anime)
Là học sinh năm thứ hai của trường nữ sinh cấp 3 Kikyo. Cô thầm yêu Rintaro, người phụ giúp việc gia đình ở tiệm bánh. Kaoruko thích đồ ăn và thường xuyên đến tiệm bánh do bố mẹ Rintaro điều hành. Kaoruko vào Trường nữ sinh cấp 3 Kikyo với tư cách là học sinh nhận được học bổng và thường duy trì vị trí thành tích đầu bảng của mình.
Usami Shōhei (宇佐美 翔平 (Vũ Tá Mĩ Tường Bình))
Lồng tiếng bởi: Kikunosuke Toya
Bạn cùng lớp và là bạn thân của Rintaro. Dù điểm số học tập của cậu không cao lắm nhưng cậu ấy rất tận tâm với bạn bè. Cậu là người hoạt bát và vui nhộn nhất nhóm của Rintaro.
Natsusawa Saku (夏沢 朔 (Hạ Trạch Sóc))
Lồng tiếng bởi: Koki Uchiyama
Bạn cùng lớp và là bạn thân của Rintaro. Điểm số học tập của cậu tốt đến mức cậu có thể dễ dàng giải được cuốn sách tham khảo của trường Kikyo. Mặc dù có tính cách lạnh lùng nhưng cậu lại trở nên nóng nảy khi bạn bè nói xấu mình.
Yorita Ayato (依田 絢斗 (Y Điền Huyến Đấu))
Lồng tiếng bởi: Hiiro Ishibashi
Bạn cùng lớp và là bạn thân của Rintaro. Cậu là người cá tính, có cái nhìn sâu sắc tuyệt vời và thấu hiểu nhất nhóm bạn Rintaro. Mặc dù điểm số của cậu không cao nhưng không giống như Rintaro và Shohei, cậu không đạt điểm thấp trong các bài kiểm tra ở trường.
Hoshina Subaru (保科 昴 (Bảo Khoa Mão))
Lồng tiếng bởi: Aya Yamane
Bạn thân của Kaoruko và là học sinh của trường nữ sinh cấp 3 Kikyo. Cô cực kỳ ghét đàn ông và không thích học sinh của Chidori, nhưng khi cô biết được mối quan hệ giữa Rintaro và Kaoruko và biết được tính cách và cảm xúc của cả hai, cô đã bắt đầu ủng hộ mối quan hệ của họ và sau đó hòa giải với nhóm bạn của Rinatro.

## Sản xuất
Hoa thơm kiêu hãnh bắt đầu hình thành từ mong muốn cá nhân của Mikami là tạo nên một câu chuyện mà "tất cả các nhân vật đều tốt bụng". Sau khi Kaigetsu no Uta (海月のうた dịch: Bài hát của sứa) giành giải thưởng, biên tập viên gợi ý cô thử sáng tác bộ truyện dài kỳ. Tuy đi theo hướng tuổi mới lớn, Mikami lại không nhận ra điểm tương đồng giữa hai tác phẩm cho đến khi chính thức bắt tay xong vào Hoa thơm kiêu hãnh. Việc khởi động dự án diễn ra thuận lợi, khi Hoa thơm kiêu hãnh nhanh chóng được duyệt đăng dài kỳ. Tuy vậy, cô gặp nhiều khó khăn khi xây dựng chương 2. Mikami phải chỉnh sửa bản name ba lần để thể hiện rõ mâu thuẫn giữa hai trường, theo đúng yêu cầu từ biên tập viên. Ngay từ chương đầu, cô đã quyết định rằng mối quan hệ giữa hai trường không hòa thuận. Nhưng khi cố gắng thể hiện cụ thể hơn bầu không khí "đối đầu" theo góp ý của biên tập viên, cô lại lúng túng vì chưa tìm ra cách truyền tải sự căng thẳng.
Tác giả Mikami bắt đầu xây dựng mối quan hệ giữa Rintarō và Kaoruko từ khâu thiết kế hai nhân vật chính. Mikami đặc biệt yêu thích những cặp đôi có sự chênh lệch về chiều cao, từ đó hình thành nên hình tượng Rintarō – một nam sinh với vẻ ngoài dữ dằn nhưng thực chất lại hiền lành và thiếu tự tin, cùng Kaoruko – một cô gái từ ngôi trường nữ sinh. Ban đầu, Mikami định hình Kaoruko là con nhà giàu, nhưng sau đó tác giả đã chuyển hướng, cho cô xuất thân từ một gia đình bình thường. Khi xây dựng Subaru – bạn thân của Kaoruko, Mikami từng nghĩ đến hình mẫu một cô gái ích kỷ. Tuy nhiên, để nhân vật dễ tạo được sự đồng cảm, Mikami đã biến Subaru thành một người nhạy cảm, với lòng tự tôn thấp và dễ suy diễn. Với nhóm bạn của Rintarō, và đặc biệt là Usami, Mikami chủ ý xây dựng thành những cậu bạn tốt bụng, đóng vai trò giúp Rintarō thoát khỏi vẻ ngoài trầm mặc. Bên cạnh đó, mẹ của Rintarō cũng góp mặt trong nhiều phân cảnh quan trọng, cho thấy tình cảm gắn kết trong gia đình – một yếu tố phản ánh tính cách tích cực của cậu. Mikami cho rằng việc khắc họa mối quan hệ gia đình ở lứa tuổi vị thành niên là điều mà cô đặc biệt quan tâm.
Trong quá trình sáng tác, Mikami đặc biệt chú trọng đến việc khắc họa biểu cảm khuôn mặt nhân vật. Trong số các chương truyện, cô xem phân đoạn giữa Kaoruko và Subaru trong công viên (chương 10 đến 11) là một trong những điểm nhấn quan trọng. Đây cũng là phần cô dành nhiều thời gian nhất để hoàn thiện, do yêu cầu cao về độ phức tạp trong diễn đạt cảm xúc. Một số khung tranh mà Mikami đánh giá là tiêu biểu cho biểu cảm thành công của nhân vật bao gồm: nét mặt của Kaoruko trong cảnh tại thủy cung ở chương 18, khi cô nghe Rintarō nói "Hãy làm tất cả những gì cậu muốn", và nụ cười của Kaoruko ở chương 2 khi Rintarō thốt lên "Tớ cũng rất vui!". Theo đó, Mikami đã thực hiên khung tranh này trong hai giờ bằng bút mapping pen, trong đó cô dành nhiều thời gian để chăm chút phần vẽ tóc.

## Truyền thông

### Manga
Hoa thơm kiêu hãnh do Mikami Saka viết và mình hoạ, đồng thời bắt đầu được đăng dài kỳ trên website và ứng dụng Magazine Pocket của Kōdansha từ ngày 20 tháng 10 năm 2021. Tính đến tháng 8 năm 2025, bộ truyện đã được xuất bản và tập hợp thành 18 tập.
Ngoài ra, Kōdansha đã phát hành phiên bản tiếng Anh của bộ truyện trên ứng dụng K Manga (phiên bản tiến Anh của Magazine Pocket) của hãng. Tại Anime Expo năm 2023, Kodansha USA đã thông báo phiên bản bản vật lý của bộ truyện sẽ ra mắt vào quý 2 năm 2024. Ngày 10 tháng 2 năm 2024, Nhà xuất bản Trẻ đã công bố bản quyền Hoa thơm kiêu hãnh tại Việt Nam trên trang Facebook chính thức, đồng thời tiến hành xuất bản bộ truyện từ mùa hè năm 2025.

#### Tậptankōbon
| 1. Rintaro và Kaoruko (凛太郎と薫子 Rintarō to Kaoruko) 2. Chidori và Kikyo (千鳥と桔梗 Chidori to Kikyō) 3. Ôn thi (試験勉強 Shiken Benkyō) | 1. Bạn của Kaoruko (薫子の友達 Kaoruko no Tomodachi) 2. Học nhóm (勉強会 Benkyō-kai) |

| 1. Subaru Hoshina (保科昴 Hoshina Subaru) 2. Cảm xúc của trái tim (心の温度 Kokoro no Ondo) 3. Tình bạn của bốn người (4人の友情 Yon-nin no Yūjō) 4. Sự hiện diện của Waguri (和栗さんの存在 Waguri-san no Sonzai) | 1. Ghét (大嫌い Daikirai) 2. Rất thích (大好き Daisuki) 3. Rintaro và Subaru (凛太郎と昴 Rintarō to Subaru) 4. Mẹ (母さん Kāsan) |

| 1. Chốn ưa thích thuộc về mình (大好きな居場所 Daisuki na Ibasho) 2. Kẻ ngầu nhất (かっこいい男 Kakkoī Otoko) 3. Hội thao (スポーツ大会 Supōtsu Taikai) 4. Mùa đông tàn phai (雪解け Yukidoke) | 1. Thủy cung (水族館 Suizokukan) 2. Cảm xúc thực sư của mình (感情の正体 Kanjō no Shōtai) 3. Những đám mây mưa tách rời (雨雲去る Amagumo Saru) 4. Tóc vàng và xỏ khuyên (金髪とピアス Kinpatsu to Piasu) |

| 1. Tình yêu của mẹ (母の思い Haha no Omoi) 2. Buổi học nhóm của 6 người (6人で勉強会 Roku-nin de Benkyō-kai) 3. Bên kia tấm rèm (カーテンの向こう側 Kāten no Mukō-gawa) 4. Ưu phiền trong những ngày đầu hạ (初夏の悩み Shoka no Nayami) | 1. Yorita và Rintaro (依田と凛太郎 Yorita to Rintarō) 2. Group Chat (グループトーク Gurūputōku) 3. Sinh nhật của Waguri-san (和栗さんの誕生日 Waguri-san no Tanjōbi) 4. Ngày 22 tháng 7 (7月22日 Shichigatsu Nijūninichi) |

| 1. Ngày sinh nhật (誕生日当日 Tanjōbi Tōjitsu) 2. Dòng cảm nghĩ về chiếc bánh (ケーキの感想 Kēki no Kansō) 3. Cách tận hưởng kỳ nghỉ hè (夏休みの過ごし方 Natsuyasumi no Sugoshikata) 4. Suy nghĩ trăn trở rải rác dọc biển (海辺の惑い Umibe no Madoi) | 1. Tớ muốn ở đây (ここにいたい Koko ni Itai) 2. Pháo hoa (線香花火 Senkō Hanabi) 3. Tớ thích cậu (好きです Sukidesu) 4. Lễ hội mùa hè (夏祭り Natsu Matsuri) |

| 1. Cảm xúc của Rintaro (凛太郎の想い Rintarō no Omoi) 2. Tỏ tình (告白 Kokuhaku) 3. Kaoruko và Rintaro (薫子と凛太郎 Kaoruko to Rintarō) 4. Sau đêm tỏ tình (告白の翌朝 Kokuhaku no Yokuasa) | 1. Những điều đang dần đổi thay (変化 Henka) 2. Buổi mua sắm của hai người (二人で買い物 Futari de Kaimono) 3. Thông báo (報告 Hōkoku) 4. Sinh nhật của Natsusawa (夏沢の誕生日 Natsusawa no Tanjōbi) |

| 1. Quà sinh nhật (誕生日プレゼント Tanjōbi Purezento) 2. Mio Natsusawa (夏沢澪 Natsusawa Mio) 3. Saku và Subaru (朔と昴 Saku to Subaru) 4. Cơ duyên bắt đầu tình bằng hữu (友情のきっかけ Yūjō no Kikkake) | 1. Tình bạn (友達 Tomodachi) 2. Lòng biết ơn (有り難い Arigatai) 3. Công viêc làm thêm của Waguri-san (和栗さんのアルバイト Waguri-san no Arubaito) 4. Người tốt (いい人 Ī Hito) |

| 1. Chiếc bánh thưởng cho cậu ấy (ご褒美のケーキ Gohōbi no Kēki) 2. Nhà của Waguri-san (和栗さんの家 Waguri-san no ie) 3. Minh chứng (証明 Shōmei) 4. Kosuke Waguri (和栗洸介 Waguri Kōsuke) | 1. Những cảm xúc đã nảy sinh (芽生えた気持ち Mebaeta Kimochi) 2. Cuộc gặp gỡ đã nảy sinh (鉢合わせ Hachiawase) 3. Kikyo và Chidori (桔梗と千鳥 Kikyō to Chidori) 4. Tưởng tượng và hiện thực (空想と現実 Kūsō to Genjitsu) |

| 1. Lường trước (覚悟 Kakugo) 2. Những người giống nhau (似た者同士 Nitamono Dōshi) 3. Những điều quan trọng (重要なこと Jūyōna Koto) 4. Gặp mặt (フェイス・トゥ Feisu tou) | 1. Ayumi Sawatari (沢渡亜由美 Sawatari Ayumi) 2. Kẻ tệ hại (だめな人 Damena Hito) 3. Người mà tớ ngưỡng mộ (憧れ Akogare) 4. Điểm tương đồng (同じ Onaji) |

| 1. Sâu trong tim (胸の内 Mune no Uchi) 2. Quá khứ của Natsusawa (夏沢の過去 Natsusawa no Kako) 3. Tiến bước (前進 Zenshin) 4. Buổi hẹn hò đầu tiên sau một thời gian dài (久々のデート Hisabisa no Dēto) | 1. Ra mắt (挨拶 Aisatsu) 2. Mẹ và bạn gái (母と彼女 Haha to kanojo) 3. Lời cảm ơn (感謝 Kansha) 4. Chỉ đơn thuần là cùng nhau tận hưởng tuổi trẻ (ただ楽しく Tada Tanoshiku) |

| 1. Chuyến tham quan thực tế (修学旅行 Shūgaku Ryokō) 2. Kỉ niệm về chuyến đi (旅の思い出 Tabi no Omoide) 3. Sinh nhật của Subaru (昴の誕生日 Subaru no Tanjōbi) 4. Anh trai của Rintaro (凛太郎の兄 Rintarō no Ani) | 1. Sotaro và Rintaro (颯太朗と凛太郎 Sōtarō to Rintarō) 2. Rồi em sẽ ổn thôi (もう大丈夫 Mō Daijōbu) 3. Phiền muộn của Rintaro (凛太郎の気がかり Rintarō no Kigakari) 4. Bạn cùng lớp hồi cấp 2 (中学の同級生 Chūgaku no Dōkyūsei) |

| 1. Satsuki Nabata (菜畑皐月 Nabata Satsuki) 2. Tình đầu và thất tình (初恋と失恋 Hatsukoi to Shitsuren) 3. Karaoke nhóm (皆でカラオケ Mina de Karaoke) 4. Khảo sát nguyện vọng (進路希望調査 Shinro Kibō Chōsa) | 1. Tương lai của Yorita (依田の将来 Yorita no Shōrai) 2. Lời nên nói (伝えるべきこと Tsutaerubeki Koto) 3. Rintaro và Yorita (凛太郎と依田 Rintaro to Yorita) 4. Phụ giúp ngày lễ giáng sinh (クリスマスヘルパー Kurisumasu Herupā) |

| 1. Quá khứ của Yorita (依田の過去 Yorita no kako) 2. Vô nghĩa (意味がない Imiganai) 3. Sau khi mọi chuyện được giải quyết (全てが解決した後 Subete ga Kaiketsu shita Nochi) 4. Công việc là gì? (働くことの意味 Hataraku Koto no imi) | 1. Câu trả lời của Yorita (依田さんの回答 Yorita-san no Kaitō) 2. Giáng sinh của đôi ta (彼らのクリスマス Karera no Kurisumasu) 3. Trở thành người đặc biệt với cậu (あなたにとって特別な Anata ni Totte Tokubetsuna) |

| 1. 26 tháng 12 (12月26日 Jūnigatsu Nijūninichi) 2. Món quà của Kaoruko (薫子のプレゼント Kaoruko no Purezento) 3. Năm cũ qua đi năm mới đến (新年の Shin'nen no) 4. Sotaro và Kaoruko (宗太郎とかおるこ Sōtarō to Kaoruko) 5. Năm mới, học kì mới (新年の新学期 Shin'nen no Shin Gakki) | 1. Đi công viên giải trí cùng nhóm bạn (7人でテーマパーク Nana-nin de Tēma Pāku) 2. Sinh nhật của Rintaro (凛太郎の誕生日 Rintarō no Tanjōbi) 3. Buổi học nhóm của Saku và Subaru (朔と昴の勉強会 Saku to Subaru no Benkyō-kai) 4. Dũng khí tiến về phía trước (前に進む勇気 Mae ni Susumu Yūki) |

| 1. Tháng hai hằng năm (それぞれの2月 Sorezore no Nigatsu) 2. Lễ tình nhân (バレンタイン Barentain) 3. Đi thi thử ((模試へ Moshi e) 4. Vết thương cũ hằn sâu trong tim (心の古傷 Kokoro no Furukizu) | 1. Natsusawa và Hidaka ((夏沢と飛鷹 Natsusawa to Hidaka) 2. Kết thúc mùa thi thử (模試を終えて Moshi o Oete) 3. Phim kinh dị (ホラー映画 Horā Eiga) 4. Tiệm bánh năm xưa (あの日のケーキ屋 Ano hi no Kēki-ya) |

| 1. Những phước lành không cân xứng (もらってばかり Moratte bakari) 2. Mục tiêu (目標 Mokuhyō) 3. Ngày Valentine trắng cảu Natusawa (夏沢のホワイトデー Natsu zawa no howaitodē) 4. Thợ làm bánh (パティシエ Patishie) | 1. Vào năm ba (３年生 3-Nensei) 2. Gắng gượng (平気なフリ Heikina furi) 3. Than phiền (弱音 Yowane) 4. Đại tiệc Takoyaki (たこ焼きパーティー Takoyaki pātī) |

| 1. "Ba của Kaoruko và Rintaro" (薫子の父と凛太郎 Kaoruko no chichi to rintarō) 2. "Lễ hội thể thao cuối cấp" (３年のスポ大 3-Nen no supo-dai) 3. "Người tử tế" (優しい人 Yasashī hito) 4. "Tương lai của Kaoruko" (薫子の将来 Kaoruko no shōrai) | 1. "Người bạn trai" (彼氏 Kareshi) 2. "Bác sĩ sản phụ khoa" (産婦人科医 Sanfujinka-i) 3. "Con đường của riêng họ" (それぞれの進路 Sorezore no shinro) 4. "Anh cả Usami" (長男の宇佐美 Chōnan no Usami) |

| 1. "Sự quan tâm của Subaru" (昴の気がかり Subaru no kigakari) 2. "Kì thi cuối kì 1" (1学期期末試験 1 Gakki kimatsu shiken) 3. "Một ngày ở sở thú" (皆で動物園へ Mina de dōbu~tsuen e) 4. "Bãi biển ngày ấy" (1年ぶりの海 1-Nen-buri no umi) | 1. "Cảm giác đập thình thịch" (波打つ思い Namiutsu omoi) 2. "Hơn cả một người bạn" (「異性」として `Isei' to shite) 3. "Tình yêu là gì?" (恋とは Koi to wa) 4. "Những lời nói xúc cảm" (特別な言葉 Tokubetsuna kotoba) |

#### Chương chưa đóng tập
Các chương truyện dưới đây chưa được xuất bản thành tập tankōbon.
1. "Ghé thăm phòng của Kaoruko" (薫子の部屋で Kaoruko no heya de?)
2. "Họp phụ huynh" (三者面談 Sanshamendan?)
3. "Kì nghỉ hè của Rintaro" (凛太郎の夏休み Rintarō no natsuyasumi?)
4. "Con đường của Rintaro" (凛太郎の進路 Rintarō no shinro?)
5. "Thư giãn, xả stress" (リフレッシュ Rifuresshu?)
6. "Con đường của Natusawa" (夏沢の進路 Natsusawa no shinro?)
7. "Kỉ niệm đầu tiên" (1年記念日 1-Nen kinenbi?)
8. "Phỏng vấn xin việc" (面接 Mensetsu?)
9. "Người bạn gái" (彼女 Kanojo?)
10. "Tiến đến kì thi thử cấp quốc gia" (全国模試へ Zenkoku moshi e?)
11. "Sự đánh giá" (評価 Hyōka?)
12. "Bức tường để phá vỡ" (越えるべき壁 Koerubeki kabe?)
13. "Kyoko và Keiichiro" (杏子と圭一郎 Kyoko to Keiichiro?)
14. "Keiichiro và Kyoko" (圭一郎と杏子 Keiichiro to Kyoko?)
15. "Hương vị nhẹ nhàng và mùi thơm ngọt ngào" (優しい味と甘い匂い Yasashī Aji to Amai Nioi?)
16. "Lễ hội mùa hè năm nay" (1年ぶりの夏祭り 1-Nen-buri no Natsu Matsuri?)
17. "Tia lửa" (火花 Hibana?)
18. "Khám phá" (発覚 Hakkaku?)
19. "Giúp đỡ" (助け Tasuke?)

### Anime
Hãng Aniplex đã công bố phiên bản chuyển thể anime của tác phẩm trong khuôn khổ sự kiện Aniplex Online Fest vào ngày 16 tháng 9 năm 2024. Phim do xưởng CloverWorks chế tác hoạt họa và Kuroki Miyuki đạo diễn, Yamaguchi Satoshi làm trợ lý đạo diễn, Yamazaki Rino phụ trach biên kịch chính, Tokuoka Kohei thiết kế nhân vật, còn Harada Moeki sáng tác và phối nhạc. Kitani Tatsuya thể hiện ca khúc mở đầu "Manazashi wa Hikari", trong khi UshioReira trình bày ca khúc kết thúc "Hare no Hi ni". Tác phẩm lên sóng từ ngày 5 tháng 7 năm 2025 trên Tokyo MX, Tochigi TV, Gunma TV, và BS11, thuộc khuôn khổ chiến dịch "CloverWorks nights". Trong khi đó, Netflix chịu trách nhiệm phát hành trực tuyến bộ phim trên toàn thế giới, bắt đầu một tuần sau khi ra mắt tại thị trường nội địa.

#### Tập phim
| TT. | Tiêu đề                                                                          | Đạo diễn          | Biên kịch     | Bảng phân cảnh    | Ngày phát hành gốc  |
| --- | -------------------------------------------------------------------------------- | ----------------- | ------------- | ----------------- | ------------------- |
| 1   | "Rintaro và Kaoruko" Chuyển ngữ: "Rintarō to Kaoruko" (tiếng Nhật: 凛太郎と薫子) | Kuroki Miyuki     | Yamazaki Rino | Kuroki Miyuki     | 6 tháng 7 năm 2025  |
| 2   | "Chidori và Kikyo" Chuyển ngữ: "Chidori to Kikyō" (tiếng Nhật: 千鳥と桔梗)       | Haruka Tsuzuki    | Rino Yamazaki | Tsuzuki Haruka    | 13 tháng 7 năm 2025 |
| 3   | "Tâm hồn lương thiện" Chuyển ngữ: "Yasashii Hito" (tiếng Nhật: 優しい人)         | Yamaguchi Satoshi | Katō Honoka   | Yamaguchi Satoshi | 20 tháng 7 năm 2025 |
| 4   | "Trái tim ấm áp" Chuyển ngữ: "Kokoro no Ondo" (tiếng Nhật: 心の温度)             | Arimoto Jirō      | Yamazaki Rino | Kuroki Miyuki     | 27 tháng 7 năm 2025 |

## Đón nhận
Hoa thơm kiêu hãnh đã được đề cử cho Giải thưởng Tsugi ni kuru Manga Taishō năm 2022 ở hạng mục web và được xếp hạng thứ sáu trong số năm mươi đề cử. Bộ truyện cũng được đề cử cho "Giải thưởng truyện tranh Tsutaya Comic Awards" và xếp thứ hai. Bộ truyện cũng xếp thứ bảy trong hạng mục "Truyện tranh được nhân viên hiệu sách toàn quốc đề xuất năm 2023". Truyện đã được đề cử cho Giải thưởng Manga Kodansha lần thứ 47 ở hạng mục shōnen năm 2023, đồng thời cũng được đề cử trong cùng hạng mục cho ấn bản lần thứ 48 năm 2024.
Hoa thơm kiêu hãnh hiện đã lưu hành hơn 3.3 triệu bản tính đến tháng 9 năm 2024.